# دهستان محمدآباد (زرند)
دهستان محمدآباد نام دهستانی در بخش مرکزی شهرستان زرند، استان کرمان در ایران است. براساس سرشماری مرکز آمار ایران در سال ۱۳۸۵، جمعیت آن ۱۳۲۵۲ نفر (۳۲۳۲ خانوار) بوده‌است.